# ويليام كليفورد هايلمان
ويليام كليفورد هايلمان (بالإنجليزية: William Clifford Heilman)‏ هو ملحن أمريكي، ولد في 27 سبتمبر 1877، وتوفي في 20 ديسمبر 1946.

## وصلات خارجية
- ويليام كليفورد هايلمان على موقع ميوزك برينز (الإنجليزية)